# Come svaligiammo la Banca d'Italia
Come svaligiammo la Banca d'Italia (tdl. ‘Cómo robamos el Banco de Italia’) es una película de comedia criminal italiana de 1966 dirigida y coescrita por Lucio Fulci y protagonizada por el dúo cómico Franco y Ciccio. La película, como lo indica su título alternativo Due uomini d'oro (tdl. ‘Dos hombres de oro’), es una parodia de la película de 1965 Siete hombres de oro.

## Argumento
El «Maestro», un ladrón habilidoso, capaz de llevar a cabo atracos sensacionales a la vez que establece coartadas irrefutables, se ve afectado por una desgracia familiar; sus hermanos Franco y Ciccio, aunque deseosos de mantener la tradición familiar de bandidaje, son tan ineptos que inevitablemente caen en manos de la policía. Cuando el «Maestro» finalmente cree haberlos neutralizado por completo al poner a un mayordomo-conserje y a dos chicas igualmente desquiciadas tras ellos, Franco y Ciccio logran robar el expediente que detalla el plan para el robo del Banco de Italia. Siguiendo el meticuloso guion, aunque con gran descuido, los dos hermanos contratan a una banda de hombres ineptos y emprenden el gran atraco. Las cosas no salen exactamente como el «Maestro» había planeado, y en cuanto se entera de la operación en curso, acude al lugar de los hechos. Y los líos que arman, que finalmente llevan al «Maestro» a la cárcel, inesperadamente les reportan a los hermanos una considerable cantidad de dinero.

## Reparto
- Franco Franchi: Franco.
- Ciccio Ingrassia: Ciccio.
- Mario Pisu: Paolo el «Maestro».
- Fiorenzo Fiorentini: Romoletto.
- Mirko Ellis: Mirko.
- Solvi Stubing: Selma.
- Alfredo Adami: Geremia.
- Umberto D'Orsi: Inspector.
- Luisa Rispoli: novia de Paolo.
- Carlo Taranto: Pasquale Aniello.
- Ignazio Leone: Falso inspector.
- Enzo Andronico: Hombre con tic nervioso.
- Ursula Janis: chica rubia tocando la guitarra.
- Kitty Swan: chica morena en discoteca.